# Грена
Грена (от фр. graine — семя, семечко; зерно) — в широком смысле — название кладок яиц бабочек из семейства павлиноглазки (Saturniidae).
В более узком значении изначально данное название использовалось для кладок яиц тутового шелкопряда (Bombyx mori), а также китайской дубовой павлиноглазки (Antheraea pernyi) и японской дубовой павлиноглазки (Antheraea jamamai), разводимых для получения шёлка.
К примеру, у тутового шелкопряда после спаривания самка откладывает яйца (в среднем от 500 до 700 штук) в грену, которая имеет овальную (эллиптическую) форму, сплюснутую с боков, с одного полюса — несколько толще; вскоре после её откладывания на обоих сплюснутых боках появляется по одному вдавлению. На более тонком полюсе находится довольно значительное углубление, на середине которого имеется бугорок, а в центре его помещено отверстие — микропиле, предназначенное для прохождения семенной нити. Величина грены — около 1 мм длины и 0,5 мм ширины, но она значительно колеблется, смотря по породе. В общем, породы европейские, малоазиатские, среднеазиатские и персидские дают более крупную грену, чем китайские и японские.

## Гренаж
Гренаж — получение грены от бабочек тутового и дубового шелкопряда на племенных шелководческих станциях и гренажных заводах.